# 117086 Lóczy
(117086) Lóczy, denumire internațională (117086) Loczy, este un asteroid din centura principală de asteroizi.

## Descriere
117086 Lóczy este un asteroid din centura principală de asteroizi. A fost descoperit pe 8 iunie 2004 la Piszkesteto de Krisztián Sárneczky și Gyula M. Szabó. Asteroidul prezintă o orbită caracterizată de o semiaxă mare de 3,12 ua, o excentricitate de 0,08 și o înclinație de 21,6° în raport cu ecliptica.